# Лола Олбрайт
Лола Джин Олбрайт (англ. Lola Jean Albright; 20 липня 1924 — 23 березня 2017) — американська акторка, співачка, радіоведуча та модель.

## Біографія
Народилася в Огайо в сім'ї співаків у стилі госпел Джона Пола і Маріон Олбрайт. 
Кар'єру розпочала на радіо, потім працювала моделлю, після чого поїхала в Голлівуд, де в 1947 році дебютувала в кіно. За роки кар'єри на великому екрані Олбрайт знялася більш ніж у 20 фільмах, серед яких «Чемпіон» (1949), «Убивця, що налякав Нью-Йорк» (1950), «Ніжний капкан» (1955), «Монстри-моноліти» (1957), «Кід Галахад» (1962), «Хижаки» (1964) і «Шлях на Захід» (1967). У 1966 році за роль у картині «Господь любить качку» вона була удостоєна премії Срібний ведмідь" на Берлінському кінофестивалі за кращу жіночу роль.
Крім ролей у великому кіно, Олбрайт паралельно активно працювала на телебаченні, де у неї були ролі в телесеріалах «Димок зі ствола», «Альфред Гічкок представляє», «Сиром'ятний батіг», «Бонанца», «Агенти А. Н. До. Л.», «Коломбо», «Старскі і Гатч» і «Пейтон-Плейс». В 1957 році її участь у телесеріалі «Пітер Ганн» призвела до співпраці з композитором Генрі Манчіні, з оркестром якого вона записала два музичних альбоми як вокалістка — «Lola Wants You» (1957) і «Dreamsville» (1959). Роль у цьому серіалі в 1959 році була відзначена номінацією на премію «Еммі».

## Особисте життя
Лола Олбрайт була тричі одружена і розлучена. З 1952 по 1958 рік її другим чоловіком був популярний голлівудський актор Джек Карсон.

## Нагороди
- Срібний ведмідь 1966 — «Найкраща акторка» («Господь любить качку»)